# Economia del Sudafrica
L'economia del Sudafrica è  un'economia di mercato emergente, che dispone di una grande abbondanza di risorse naturali e di settori molto sviluppati quali quello delle comunicazioni, dell'energia e dei trasporti, e di un importante snodo manifatturiero regionale di uno stato membro del G20, l'unico in Africa. Può inoltre contare sulla sedicesima più importante borsa valori al mondo e la prima nel continente africano, quella di Johannesburg.
Quella sudafricana è però un'economia dai due volti: se uno è confrontabile con le moderne economie dei paesi sviluppati, l'altro ha invece gravi mancanze e bisogno imperativo di infrastrutture di base.
A pesare è inoltre un'iniqua distribuzione della ricchezza che, nonostante siano passati 25 anni dalla fine dell'apartheid, rispecchia ancora in gran parte la divisione tra i vari gruppi etnici del Paese. L'1% più ricco della popolazione detiene il 70,9% della ricchezza totale del Paese, mentre il 60% più povero ne possiede solo il 7%. Nella graduatoria per indice di sviluppo umano il Sudafrica ha perso 35 posizioni tra il 1990 e il 2015, causando un impoverimento generale della popolazione.
Nel 2019 l'economia sudafricana arranca: il tasso di disoccupazione è molto elevato, il debito pubblico in crescita, la moneta svalutata e la situazione sociale e politica esplosiva.

## Storia
Si potrebbe affermare che l'evento marcante la nascita di un moderno sistema economico in Sudafrica sia l'arrivo di coloni olandesi nel 1652, in origine mandati dalla Compagnia olandese delle Indie orientali in modo tale da organizzare delle stazioni di posta per garantire rifornimenti alle grandi imbarcazioni che percorrevano la rotta del Capo di Buona Speranza. Con la progressiva crescita della colonia e l'arrivo di ugonotti francesi e cittadini tedeschi, ad alcuni fu concesso di intraprendere attività agricole e d'allevamento a scopi commerciali, determinando così il dominio del settore agricolo sul resto dell'economia sudafricana.
Nella seconda metà del XIX secolo il Regno Unito prese il possesso della colonia del Capo, prima olandese. Questo avvenimento fu la causa del Grande Trek, ossia l'esodo verso l'interno del Paese di contadini afrikaner che qui riproposero il modello agricolo consolidatosi nei territori colonizzati nei secoli precedenti. Questo portò inoltre alla nascita delle cosiddette repubbliche boere del Transvaal e dello Stato Libero dell'Orange.
Nel 1870 venne scoperto un giacimento di diamanti presso Kimberley, mentre quindici anni più tardi vennero scoperti alcuni dei più grandi giacimenti auriferi del mondo nel Witwatersrand nel Transvaal, eventi che trasformarono velocemente l'economia del Paese in una basata sulle risorse minerarie. I britannici annessero infine anche queste ultime aree in seguito alle guerre boere, determinando così il loro controllo su tutto il territorio del Sudafrica attuale. Il Paese attraversò inoltre un processo di prima industrializzazione e vide la nascita delle prime organizzazioni sindacali.
Presto il Sudafrica iniziò a creare leggi mirate a garantire la separazione tra i vari gruppi etnici. Nel 1948, in particolare, dopo aver ottenuto la vittoria nelle elezioni nazionali, il Partito Nazionale introdusse una politica razziale ancora più marcata, segnando l'inizio dell'apartheid vero e proprio. Questo riuscì a dividere con successo l'economia nazionale in una privilegiata, in mano ai bianchi, e in una povera lasciata ai neri. Internazionalmente, l'apartheid venne fortemente criticato e portò il Sudafrica a essere colpito da dure sanzioni economiche, soprattutto negli anni ottanta, e a rimanere per molti aspetti isolato economicamente.
Le prime elezioni democratiche del 1994, avvenute dopo la fine del regime segregazionista, assegnarono al Congresso Nazionale Africano il difficile compito di ridare ordine a un'economia su cui erano pesati anni di sanzioni internazionali e segnata da grandi disuguaglianze.
Il governo si trattenne dal ricorrere a pratiche di populismo economico: l'inflazione venne abbassata, si stabilizzarono le finanze pubbliche e si cercò di attrarre capitale straniero. Ciononostante, la crescita si mantenne su ritmi mediocri. All'inizio del 2000, il presidente Thabo Mbeki decise di promuovere la crescita economica e gli investimenti stranieri allentando le rigide leggi sull'impiego allora in vigore, accelerando il passo del processo di privatizzazione, aumentando la spesa pubblica e abbassando drasticamente i tassi d'interesse rispetto alle cifre del 1998. Le sue politiche furono duramente osteggiate dalle unioni sindacali. Dal 2004 in poi la crescita economica aumentò notevolmente il passo, accompagnata da una diminuzione della disoccupazione e da un incremento della formazione di capitale.
Ad aprile 2009, temendo che ben presto il Sudafrica avrebbe fatto compagnia al resto del mondo nel dover affrontare la Grande recessione, l'economista Joseph Stiglitz, vincitore del Nobel nel 2001, avvisò il Paese che di fronte a una tale minaccia contenere l'inflazione avrebbe dovuto essere una preoccupazione del tutto secondaria.
Il Sudafrica, diversamente da altre economie emergenti, si trovò in grande difficoltà durante la recessione della fine degli anni 2000; il recupero della sua economia fu prevalentemente sostenuto dalla crescita del consumo privato e pubblico, mentre i volumi delle esportazioni e degli investimenti privati non hanno ancora raggiunto i livelli pre-crisi. La crescita del PIL pro capite in questi anni si è dimostrata mediocre, attestandosi sul 1,6% annuo tra il 1994 e il 2009 e sul 2,2% nel decennio 2000-2009, soprattutto se paragonata ad una crescita del PIL pro capite mondiale del 3,1% nello stesso periodo.
Al giorno d'oggi, il governo e la maggioranza dell'opinione pubblica ritengono che i principali problemi economici della nazione siano l'alto tasso di disoccupazione, pari a oltre il 25%, e le gravi disuguaglianze sociali. Tali questioni, assieme ad altre ad esse correlate come la criminalità, hanno a loro volta avuto un risvolto negativo sugli investimenti e sulla crescita, e di conseguenza sul tasso di disoccupazione, di fatto chiudendosi in una sorta di circolo vizioso. In particolare, la criminalità è considerata un grande ostacolo agli investimenti dal 30% delle imprese sudafricane.

## Struttura economica

### Settore primario 4,6%

#### Industria mineraria

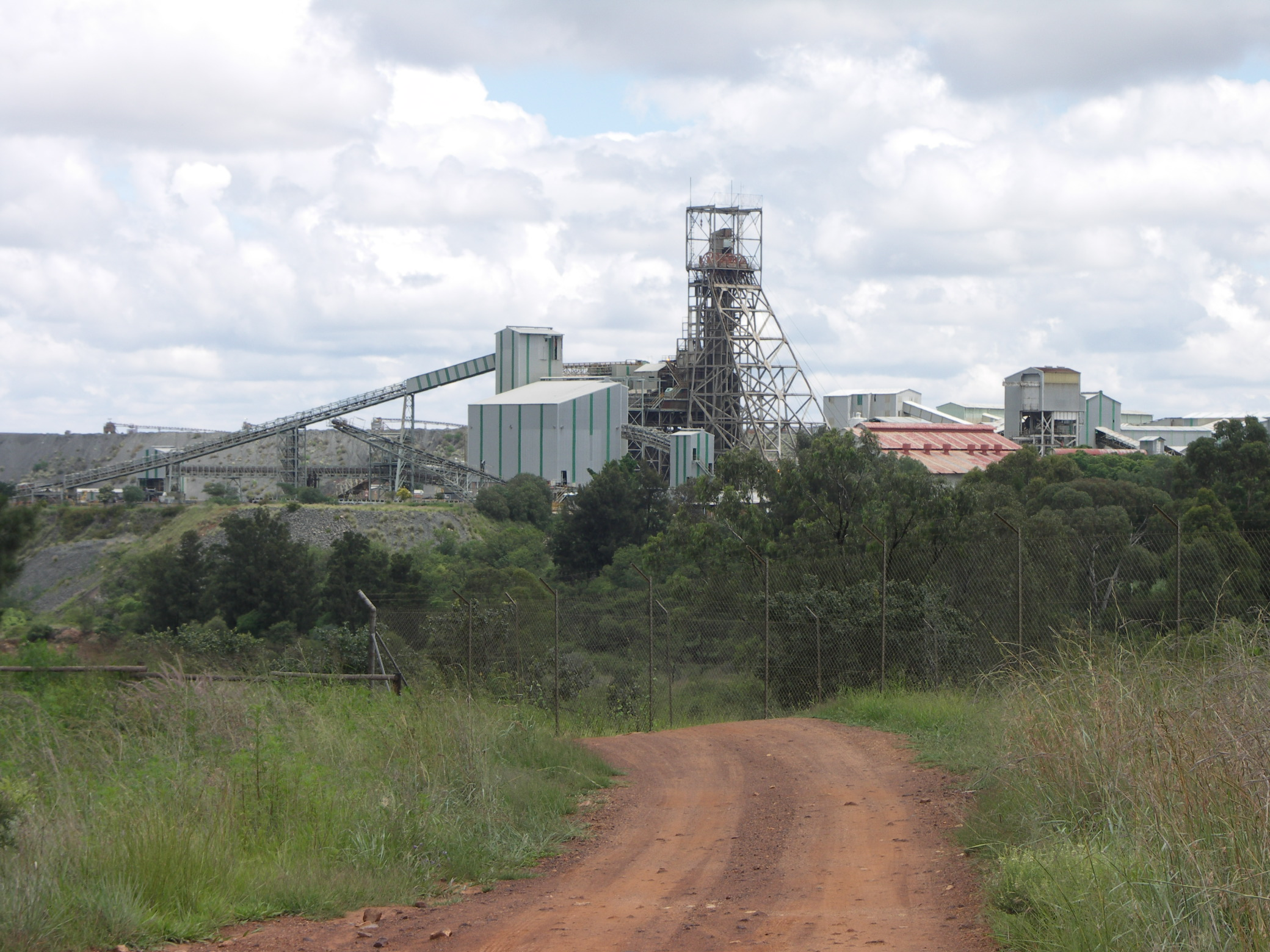
Una miniera di diamanti nel Gauteng

Il Sudafrica beneficia di un sottosuolo particolarmente ricco di risorse minerarie molto richieste nei mercati internazionali. Tuttavia, il settore minerario sta attraversando una fase di crisi, soprattutto dovuta alla fornitura troppo irregolare dell'elettricità, risorsa di cui un vasto sistema minerario è assetato.
Il Paese è il secondo produttore al mondo di oro (272 tonnellate prodotte nel 2007, pari al 15% della produzione mondiale), il primo produttore di platino (75% della produzione mondiale), il quinto produttore di diamanti e importante produttore di altre risorse quali l'uranio, il rame, il nichel e il carbone.
Il settore è composto da un insieme di imprese private e statali; in quest'ultimo gruppo figura l'African Exploration Mining and Finance Corporation.

#### Agricoltura
L'agricoltura contribuisce per circa il 5% dell'occupazione registrata, relativamente poco rispetto ad altri Paesi africani. Fornisce inoltre buona parte degli impieghi occasionali del Paese, contribuendo in totale per circa il 2,8% del PIL nazionale. Ciò nonostante, a causa dell'aridità del terreno, solamente il 13,5% del territorio sudafricano è adatto alle coltivazioni, e solo il 3% è considerato ad alto potenziale.
Il settore continua a dover affrontare diversi ostacoli, con in testa la competizione straniera e la criminalità; a quest'ultimo riguardo bisogna citare il fenomeno, abbastanza diffuso, degli attacchi armati alle fattorie, spesso di proprietà di bianchi.

### Settore secondario 24,3%

#### Settore manifatturiero
Il contributo del settore manifatturiero all'economia nazionale è relativamente limitato, fornendo solamente il 13,3% degli impieghi e il 15% del PIL. Il costo del lavoro è basso, ma non quanto in altre economie emergenti, e più in generale il costo dei trasporti, delle comunicazioni e della vita è molto più elevato.

### Settore terziario 71,1%

#### Turismo
Il Sudafrica è una popolare destinazione turistica, con circa 860 000 arrivi mensili (marzo 2008) dei quali circa 210 000 da fuori il continente africano. Nel 2012 il Paese ha ricevuto 9,2 milioni di arrivi internazionali. Nel mese di agosto 2017 3,5 milioni di viaggiatori si sono recati in Sudafrica. Secondo il World Travel & Tourism Council, nel 2012 il turismo ha contribuito direttamente al PIL sudafricano per 102 miliardi di Rand, sostenendo circa il 10,3% dei posti di lavoro del Paese.
Tra le principali attrazioni figurano un paesaggio molto variegato, le riserve naturali e faunistiche e le prestigiose aree vinicole sudafricane.